# Špitál

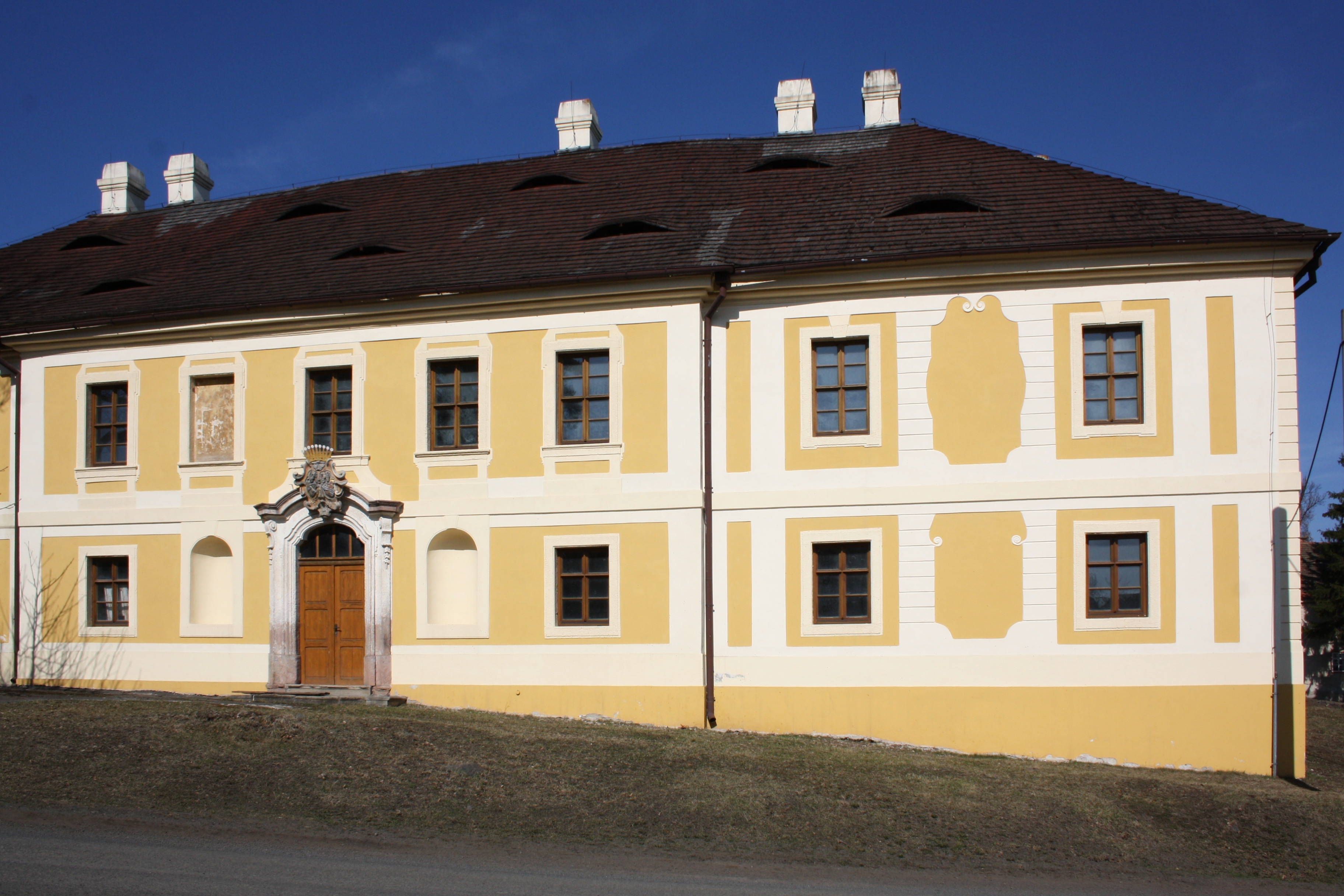
Bývalý panský hospital v obci Valeč na Karlovarsku

Špitál (řidčeji také hospitál z lat. hospitale) je označení pro středověké i pozdější novověké útulky pro nemocné, přestárlé a chudé. 

## Užití
Tento výraz se dodnes používá jako zastaralé nebo expresivní označení nemocnice nebo hospice. Běžně se užívá např. v brněnském hantecu. 

## Historie
Špitály byly zřizovány zejména při klášterech, kde je provozovali mniši a řeholnice (členové špitálních bratrstev a řádů (hospitalitů), jako např. johanité, lazariáni nebo křižovníci). Známým je dochovaný barokní Šporkův špitál (hospital) v Kuksu.